# Марія Меса
Марія Меса (ісп. Marie Meza, 20 листопада 1990) — коста-риканська плавчиня.
Учасниця Олімпійських Ігор 2012, 2016 років.